# Michelle Rosaldo
Michelle "Shelly" Zimbalist Rosaldo (Nueva York, EE. UU., 1944 - Filipinas, 1981) fue una antropóloga social, lingüística y psicológica famosa por sus estudios sobre el pueblo Ilongot en Filipinas y por su papel pionero en los estudios de la mujer y la antropología del género.

## Publicaciones
- Rosaldo, Michelle Z. (1971) Context and metaphor in Ilongot oral tradition. PhD thesis. Cambridge, MA: Harvard University Archives.
- Rosaldo, Michelle Zimbalist. (1980) Knowledge and Passion: Ilongot Notions of Self and Social Life. Cambridge, UK: Cambridge University Press.
- Rosaldo, Michelle Z. (1984)   “Toward an anthropology of self and feeling.” In Culture Theory: essays on mind, self, and emotion. R. A. Shweder and R. A. LeVine, editors. pp. 137–157. Cambridge, UK: Cambridge University Press.
- Keohane, Nannerl O., Michelle Z. Rosaldo, and Barbara C. Gelpi, editors. (1982) Feminist theory: a critique of ideology. Chicago: University of Chicago Press.
- Lamphere, Louise and Michelle Zimbalist Rosaldo, editors. (1974) Women, Culture, and Society. Stanford University Press. Stanford, California.
- Lugo, Alejandro and Bill Maurer, editors. (2000)  Gender Matters: Rereading Michelle Z. Rosaldo. Ann Arbor: University of Michigan Press.